# De Havilland DH.51
Die  De Havilland DH.51  war ein dreisitziger Doppeldecker des britischen Herstellers de Havilland Aircraft Company, der im Juli 1924 zum ersten Mal flog.

## Geschichte
Da das britische Luftfahrtministerium dem Prototyp die Betriebserlaubnis verweigerte und Änderung am Motor verlangte, verwendete der Hersteller anstelle des geplanten 67 kW (89 PS) starken Motors einen Airdisco-Motor von Renault mit einer Leistung von 89 kW (119 PS). Das hatte eine beträchtliche Kostensteigerung zufolge. Es wurden nach dem Prototyp nur zwei Serienexemplare gebaut. Im Jahr 1925 nahmen der Prototyp und eine der beiden anderen Maschinen am King’s Cup Race teil, erreichten aber nicht das Ziel. Die dritte Maschine wurde Ende 1925 nach Kenia ausgeliefert und war bis 1937 im aktiven Einsatz. Während des Zweiten Weltkriegs wurde die dritte Maschine eingelagert und 1965 nach Großbritannien verschifft. Dieses erhaltene Flugzeug ist heute (Stand 2019) wieder in einem flugtüchtigen Zustand.

## Technische Daten
| Kenngröße             |                                                                   |
| --------------------- | ----------------------------------------------------------------- |
| Besatzung             | 1+2                                                               |
| Länge                 | 8,08 m                                                            |
| Höhe                  | 2,97 m                                                            |
| Spannweite            | 11,28 m                                                           |
| Flügelfläche          | 40,32 m²                                                          |
| Leermasse             | 609 kg                                                            |
| max. Startmasse       | 1016 kg                                                           |
| Antrieb               | ein V8-Airdisco-Reihenmotor mit einer Leistung von 89 kW (119 PS) |
| Höchstgeschwindigkeit | 174 km/h                                                          |
| Reichweite            | 579 km                                                            |
| Dienstgipfelhöhe      | 4572 m                                                            |